# Dolnja Težka Voda
Dolnja Težka Voda je naselje v Občini Novo mesto. V vasi je okrog 50 hiš in 200 prebivalcev. Vas je dobila ime po legendi: v starih časih so ženske iz bližnjega potoka nosile vodo v hrib. Z vedri, polnimi vode, na glavah so stokale, kako težka je voda. Tako je nastalo ime vasi.
Danes skozi Dolnjo Težko Vodo poteka pomembna prometna povezava Novo mesto - Metlika. V vasi je tudi nekaj obrtnikov.

## Zgodovina
Naselje je ležalo ob glavni prometnici med Novim mestom in Belo krajino, zato so se premožnejši vaščani do sredine dvajsetega stoletja ukvarjali s prevažanjem tovorov, predvsem lesa z Gorjancev, pa tudi vina iz Bele krajine. V naselju so bile tudi tri gostilne, v katerih so furmani lahko kaj pojedli in popili, pa tudi prespali in oskrbeli svoje vlečne živali.
Pred 50 leti je bila cesta čez naselje ozka in makadamska. Včasih so pred hišami, ki so jih pred kratkim zaradi rekonstrukcije ceste porušili, ljudje sedeli na klopcah in opazovali mimoidoče. Pozneje pa so zaradi širitve ceste in povečevanja prometa hiše segale na cesto in ovirale promet. 
Po drugi svetovni vojni je bila na Dolnji Težki Vodi nekaj časa policijska postaja in celo ječa, v katero so zapirali tatove in razgrajače. Svoje cerkve ali šole pa naselje ni nikdar imelo.
V naselju je bil vrsto let krajevni urad, ki je pokrival vse okoliške kraje od Stopič, Dolža do Podgrada. Krajevni urad je imel tudi telefon, ki je bil, poleg tistega na pošti v Stopičah, edini daleč naokoli. Ljudje iz okoliških vasi so zato telefonirati prihajali »k Bognarjevim«, kot se je imenovala domačija, kjer je domoval krajevni urad.
Sredi vasi je včasih stala mogočna lipa, pod katero so se zbirali vaščani. Poleg je bila velika luža, ki je poleti služila z napajanje živine, pozimi pa je zaledenela. Tega so bili najbolj veseli otroci, ki so se lahko na ledu drsali. Lipa se je pred nekaj leti posušila, danes pa na istem mestu že raste nova.
Ime naselja je precej nenavadno. Veliko ljudi ga ne zna pravilno napisati in namesto Dolnja napišejo Dolenja ali Dolna, mnogi pa besedo Voda napišejo kar z malo začetnico.
Starejši ljudje vedo povedati, da ime izhaja iz časov, ko naselje še ni imelo vodovoda in je bilo treba vso vodo za živino in gospodinjstva prinašati iz potoka. Potok teče kakšnih dvesto metrov pod naseljem. Kot je razvidno iz fotografije, je pot do potoka zelo strma. Ker je bilo vodo težko nositi navkreber, se je za potok in naselje nad njim sčasoma udomačilo ime Težka Voda, ki je bilo kasneje tudi uradno zabeleženo.